# Canton (Teksas)
Canton je grad u američkoj saveznoj državi Teksas. Prema popisu stanovništva iz 2010. u njemu je živjelo 3.581 stanovnika.